# Altes Rathaus (Arnsberg)

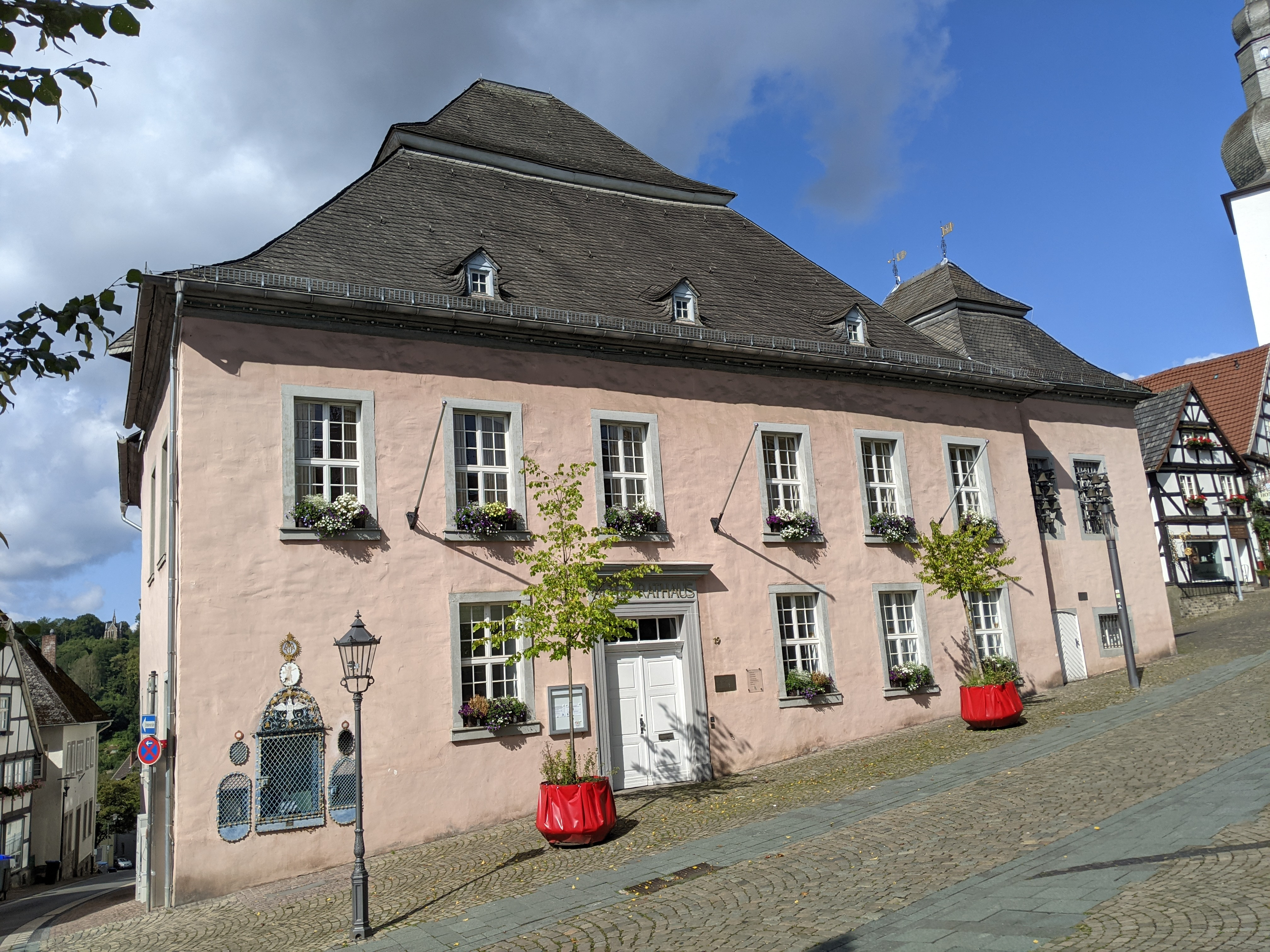
Altes Rathaus in Arnsberg

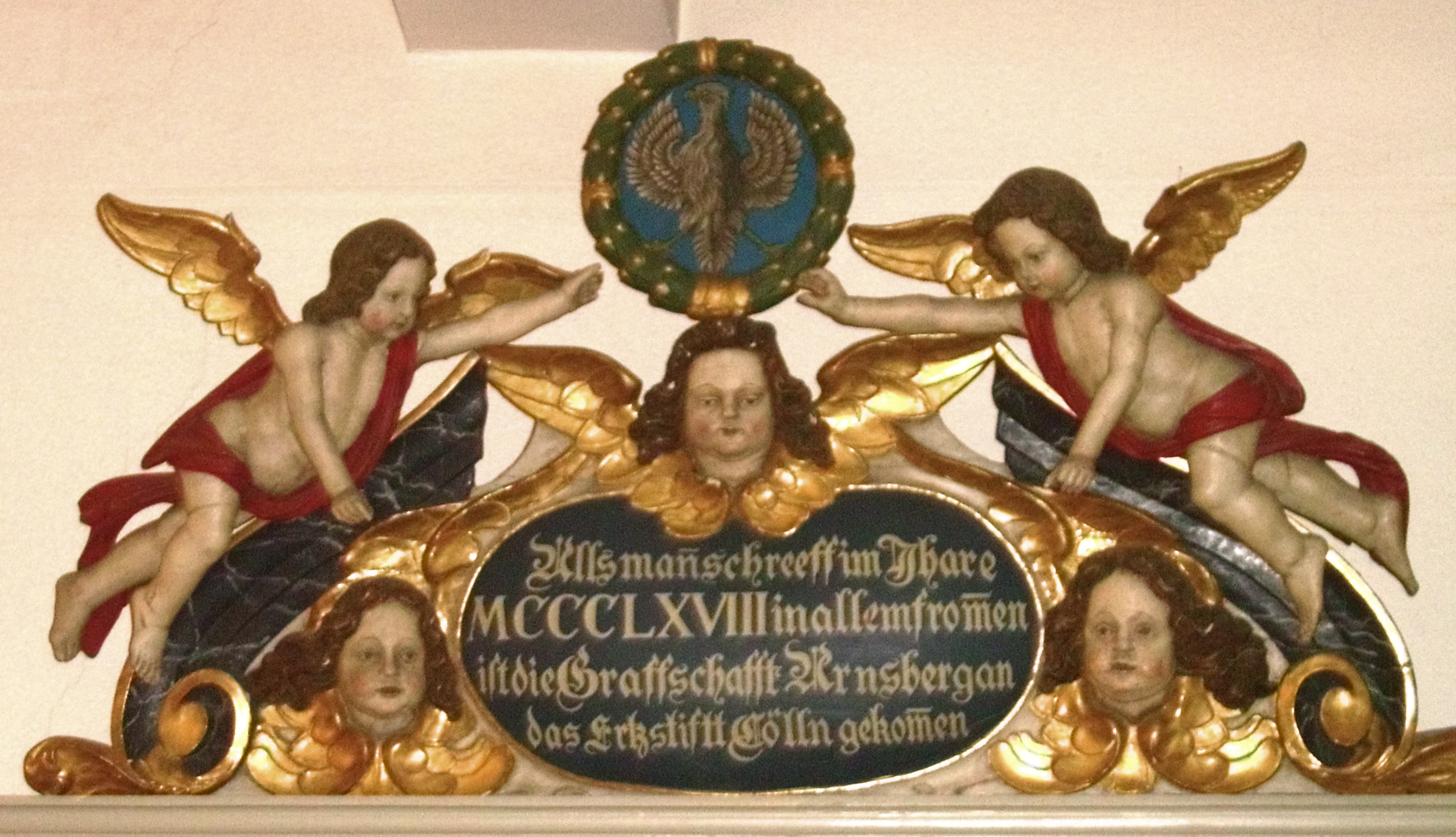
Barocke Supraporta im Rittersaal des Rathauses zur Erinnerung des Erwerbs der Grafschaft Arnsberg durch Kurköln

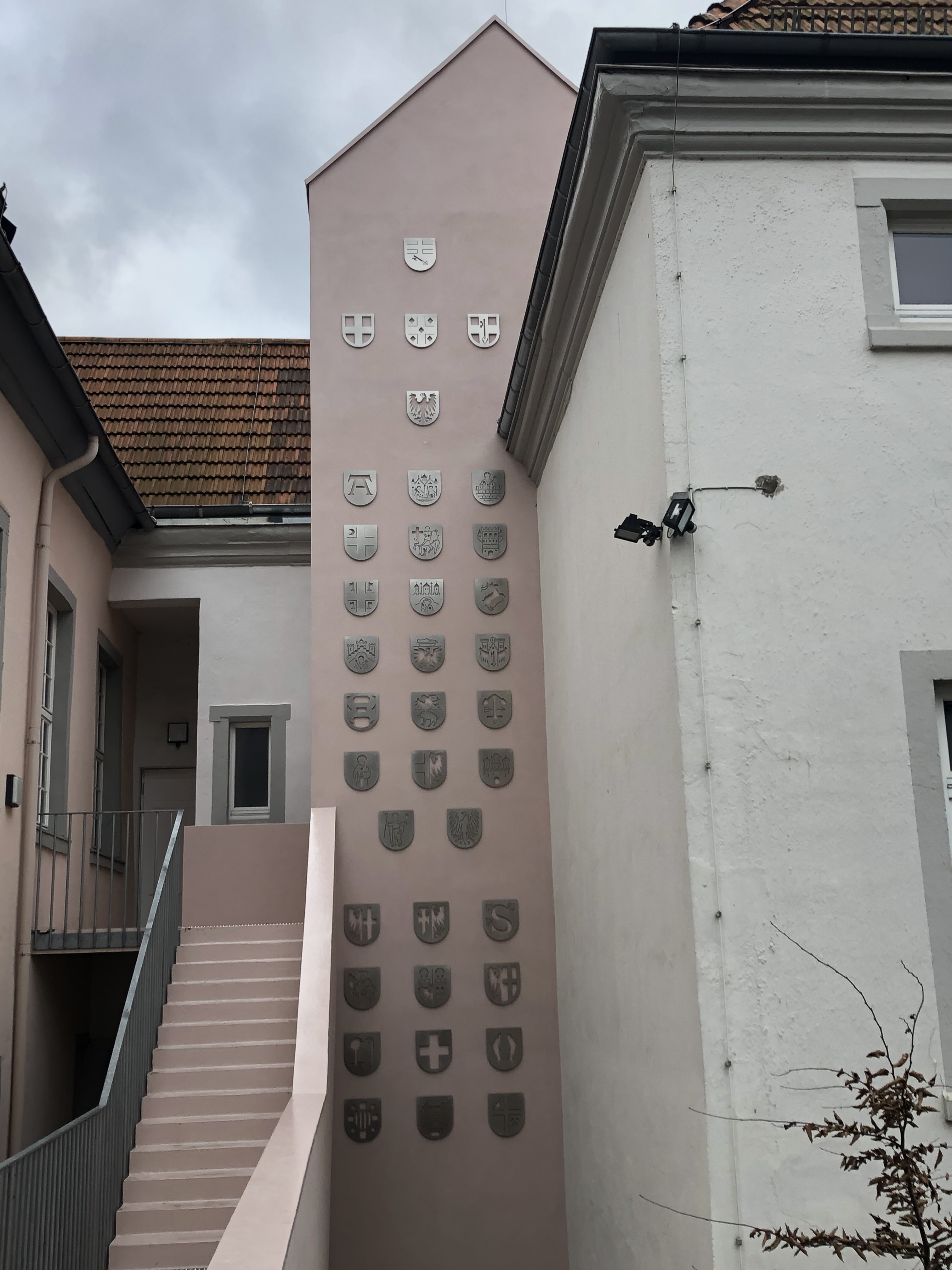
Der neue Wappenturm erinnert an die Funktion als Landtagsgebäude des Herzogtums Westfalen durch die Darstellung der Wappen der Städte und Freiheiten

Das Alte Rathaus in Arnsberg stammt im Kern aus dem Jahr 1709. Das Rathaus diente neben den kommunalen Verwaltungszwecken auch den Tagungen der Landstände des Herzogtums Westfalen.

## Bau und Geschichte
Das Rathaus befindet sich am Alten Markt unterhalb des Glockenturmes. Das Rathaus wurde bereits 1600 zerstört. Dabei wurden alle alten Urkunden und Akten vernichtet. Danach wurde das Gebäude wieder aufgebaut. An der Südseite befanden sich Hallen die dem Handel dienten.
Nach dem großen Stadtbrand von 1709 wurde an der Stelle des Vorgängerbaus ein Neubau errichtet. Daran beteiligten sich die Landstände mit 1057 Talern. Es handelt sich um einen schlichten Massivbau. Gekennzeichnet ist der Bau von einer klaren einfachen Linienführung. Im Laufe der Zeit wurde das Rathaus nach hinten hinaus mehrfach erweitert.
Das Hauptportal wurde um 1840 in klassizistischer Manier erneuert. An dem nördlichen pavillonähnlichen Archivbau, in dem einst das Stadtarchiv sowie das Landständearchiv untergebracht war, ist ein zeitgenössisches Wappenschild des Kurfürsten Maximilian Heinrich von Bayern angebracht. Ein Glockenspiel wurde von Arnsberger Heimatbund 1988 gestiftet.
An die Funktion als Parlament erinnern heute noch die Hauptsäle im Obergeschoss. Der Rittersaal enthält mehrere lebensgroße Ölgemälde früherer Landesherren.

## Marienstatue und blauer Stein
An der Ecke zur Hallenstraße befindet sich in einer vergitterten Bildnische eine Madonna, die von einem unbekannten schwäbischen Meister um 1500 geschaffen wurde.
Unterhalb des Bildes ist der so genannte blaue Stein eingelassen. Über dessen Bedeutung gibt es verschiedene Deutungen. In älteren Darstellungen sollen auf diesem Stein die „Hexen“ hingerichtet worden sein. Erst später soll der Stein an seine heutige Stelle gebracht worden sein. Andere interpretieren ihn so, dass zum Tode verurteilte dort vor ihrer Hinrichtung ein letztes Mal niederknien und beten durften. Eine weitere Deutung bringt den Stein mit einem blauen Stein in Köln in Verbindung. An dem Stein wurden alle Delinquenten zur Bekräftigung des Urteils angestoßen, bevor sie zur Hinrichtungsstätte geführt wurden. Würde diese Deutung zutreffen, würde sich der Stein am ursprünglichen Ort an der Stelle des früheren Rathauses oder Gerichtslaube befinden.

## Nutzung
Bereits vor der kommunalen Neugliederung durch das Sauerland/Paderborn-Gesetz zum 1. Januar 1975 wurde der Hauptsitz der kommunalen Verwaltung in das Casinogebäude am Neumarkt verlegt. Nach Bildung der neuen Stadt Arnsberg befindet sich der Hauptsitz der Verwaltung im ehemaligen Rathaus der Stadt Neheim-Hüsten. Im alten Rathaus befindet sich heute eine Nebenstelle der Verwaltung. Unter anderem ist dort das Stadtbüro und das Amt für Kultur und Weiterbildung untergebracht. Auch finden im Rittersaal des Rathauses repräsentative Veranstaltungen der Kommune und von Vereinen und Verbänden statt. Im Bürgersaal werden häufig Trauungen durchgeführt.
Das Gebäude wurde barrierefrei saniert und im Einvernehmen mit dem Denkmalschutz an der Rückseite ein Aufzug und eine Fluchttreppe angefügt. An der Fassade des Aufzugsturms sind die Wappen der Städte und Freiheiten des ehemaligen Herzogtums Westfalen angebracht.